# Malouy
Malouy és un municipi francès situat al departament de l'Eure i a la regió de Normandia. L'any 2007 tenia 113 habitants.

## Demografia

### Població
El 2007 la població de fet de Malouy era de 113 persones. Hi havia 40 famílies de les quals 6 eren unipersonals (3 homes vivint sols i 3 dones vivint soles), 24 parelles sense fills i 10 parelles amb fills.
La població ha evolucionat segons el següent gràfic:
Habitants censats

### Habitatges
El 2007 hi havia 56 habitatges, 47 eren l'habitatge principal de la família i 9 eren segones residències. Tots els 56 habitatges eren cases. Dels 47 habitatges principals, 36 estaven ocupats pels seus propietaris i 11 estaven llogats i ocupats pels llogaters; 1 tenia dues cambres, 6 en tenien tres, 14 en tenien quatre i 26 en tenien cinc o més. 40 habitatges disposaven pel capbaix d'una plaça de pàrquing. A 18 habitatges hi havia un automòbil i a 25 n'hi havia dos o més.

### Piràmide de població
La piràmide de població per edats i sexe el 2009 era:
| Homes | Edats   | Dones |
| ----- | ------- | ----- |
| 0     | 95 o +  | 0     |
| 0     | 90 a 94 | 0     |
| 0     | 85 a 89 | 0     |
| 0     | 80 a 84 | 0     |
| 0     | 75 a 79 | 4     |
| 4     | 70 a 74 | 4     |
| 4     | 65 a 69 | 4     |
| 0     | 60 a 64 | 0     |
| 0     | 55 a 59 | 0     |
| 8     | 50 a 54 | 0     |
| 4     | 45 a 49 | 12    |
| 8     | 40 a 44 | 8     |
| 0     | 35 a 39 | 4     |
| 0     | 30 a 34 | 0     |
| 4     | 25 a 29 | 0     |
| 0     | 20 a 24 | 4     |
| 8     | 15 a 19 | 8     |
| 0     | 10 a 14 | 0     |
| 0     | 5 a 9   | 0     |
| 0     | 0 a 4   | 0     |

## Economia
El 2007 la població en edat de treballar era de 72 persones, 55 eren actives i 17 eren inactives. De les 55 persones actives 53 estaven ocupades (28 homes i 25 dones) i 2 estaven aturades (2 dones i 2 dones). De les 17 persones inactives 9 estaven jubilades, 3 estaven estudiant i 5 estaven classificades com a «altres inactius».
Activitats econòmiques
Dels 4 establiments que hi havia el 2007, 2 eren d'empreses de construcció, 1 d'una empresa de comerç i reparació d'automòbils i 1 d'una empresa classificada com a «altres activitats de serveis».
Dels 2 establiments de servei als particulars que hi havia el 2009, 1 era un paleta i 1 guixaire pintor.
L'any 2000 a Malouy hi havia 8 explotacions agrícoles que ocupaven un total de 235 hectàrees.

## Poblacions més properes
El següent diagrama mostra les poblacions més properes.